# Мигел Сандовал
Мигел Сандовал (енгл. Miguel Sandoval; рођен 16. новембра 1951. у Вашингтону, Округ Колумбија), амерички је филмски, ТВ и гласовни глумац. Значајне улоге остварио је у филмовима Љубавна грозница, Рикошет, Парк из доба јуре, Јасна и непосредна опасност, Ухвати Шортија, Нешто сасвим лично и Бели прах поред многих.